# Obsidian Shell
Obsidian Shell — угорський музичний гурт, що виконує музику в стилі симфо-металу. Був створений у 2005 році.

## Учасники

### Поточний склад
- Чато Хенрік (Csató Henrik) — гітара, бас-гітара, клавішні, скримінг
- Гал Клавдія 'Клео' (Gál Klaudia 'Kleó') — вокал, лірика
- Софі (Sophie) — вокал, лірика

### Колишні учасники
- Лудані Золтан (Ludányi Zoltán) — гітара

## Дискографія

### Альбоми
- Elysia (2009)
- Angelic Asylum (2010)
- Evershade (2011)
- In Noxa Est (2012)

### Міні-альбоми
- Renaissance (2012)

### Сингли
- «Summoner of the Wind» (2009)
- «Summer's End» (2013)
- «White» (2013)
- «24» (2014)